# مكاي كريستنسن
مكاي كريستنسن (بالإنجليزية: McKay Christensen)‏ هو لاعب كرة قاعدة أمريكي، ولد في 14 أغسطس 1975 في آبلاند في الولايات المتحدة.

## وصلات خارجية
- مكاي كريستنسن على موقعبيزبول رفرنس.كوم (الدوري الرئيسي) (الإنجليزية)
- مكاي كريستنسن على موقعبيزبول رفرنس.كوم (الدوري الثانوي) (الإنجليزية)